# Феофан (Еланский)
Епископ Феофан (в миру Николай Александрович Еланский; 12 (24) февраля 1892, местечко Гребешок, Нижегородская губерния — 1937, Красноярский край) — епископ Русской православной церкви, епископ Енисейский и Красноярский.

## Биография
Сын протоиерея Покровской церкви города Елабуги.
Окончил Казанскую духовную академию со степенью кандидата богословия.
19 октября 1915 года был сначала рукоположен в сан иерея. В 1918 году пострижен в монашество митрополитом Кириллом (Смирновым). Был насельником Иоанно-Предтеченского монастыря в Казани.
8 мая 1921 года был арестован; ему вменялось «подстрекательство масс к требованию хлеба». 20 июля 1921 года дело было прекращено за отсутствием состава преступления.
В 1922 году ездил в родной город и там своими проповедями и указаниями епископа Иоасафа (Удалова) многих отвлёк от обновленчества, которое уже почти восторжествовало в Елабуге.
В 1923 году возведён в сан игумена.
В конце ноября 1923 года были арестованы архимандрит Питирим (Крылов), иеромонахи Иоанн (Широков), Феофан (Еланский) и иеродиакон Серафим (Шамшев) были арестованы и сосланы на три года на Соловки.
Будучи в Рязани, служил настоятелем Входо-Иерусалимской церкви.
Арестован 23 декабря 1928 года в Казани. 4 марта 1929 года осуждён Коллегией ОГПУ на 5 лет ИТЛ. Срок отбывал на Соловках. 23 июня 1930 года ОСО ОГПУ лагерь заменён на ссылку в Северный край. Проживал в Красноярске.
6 мая 1934 года в храме Богоявления в Елохове хиротонисан во епископа Енисейского и Красноярского. Чин хиротонии совершили митрополит Московский и Коломенский Сергий (Страгородский), архиепископ Ивановский Павел (Гальковский), архиепископ Дмитровский Питирим (Крылов), епископ Тульский Онисим (Пылаев), епископ Муромский Иоанн (Широков).
Арестован 11 мая 1935 по обвинению по ст. 58-10, 11 УК РСФСР. 16 ноября 1935 года осуждён ОСО НКВД СССР на 3 года ИТЛ.
«А теперь наша бригада работает на свежем воздухе. Бригадиром назначен епископ Красноярский Феофан (Еланский). Бригада наша единственная заслужила доверие и теперь выходит за ворота с пропуском без конвоя».
В 1937 году расстрелян. Реабилитирован 30 июня 1989 Прокуратурой Красноярского Края. (П-18394).